# Ion Dumitrescu
Ion Dumitrescu (ur. 18 lipca 1925 w Bukareszcie, zm. w 1999), rumuński strzelec sportowy. Złoty medalista olimpijski z Rzymu.
Specjalizował się w konkurencji trap. Brał udział w czterech igrzyskach (IO 60, IO 64, IO 68, IO 72), triumfował w debiucie. Stawał na podium mistrzostw świata, zarówno w konkurencji indywidualnej (brąz w 1961 w trapie) jak i drużynowej (srebro w trapie w 1966). Sięgnął po 14 tytułów mistrza kraju.